# Jayde Riviere

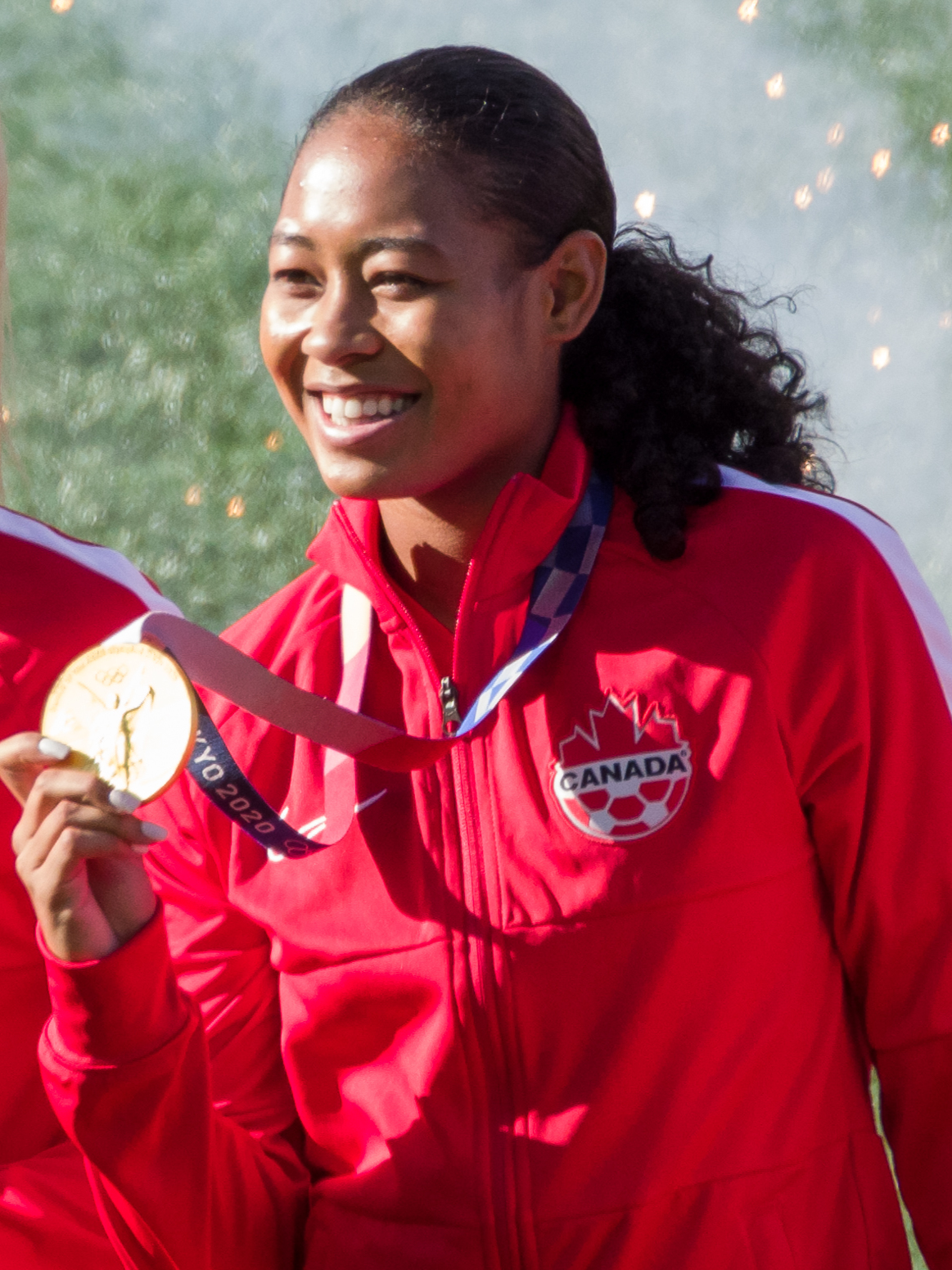
Jayde Riviere

Jayde Yuk Fun Riviere, född 22 januari 2001 i Markham i Ontario, är en kanadensisk fotbollsspelare.
Hon blev olympisk guldmedaljör i fotboll vid sommarspelen 2020 i Tokyo.